# California Collegiate Athletic Association
La California Collegiate Athletic Association (CCAA) es una conferencia de la División II de la NCAA. Está formada por 12 universidades que compiten en 12 deportes (6 masculinos y 6 femeninos). Desde la salida de la Universidad de California en San Diego para la Big West Conference de la División I el 1 de julio de 2020, todos los miembros son parte del sistema de la Universidad Estatal de California.

## Historia
Fue fundada en diciembre de 1938, comenzando la competición al año siguiente. El cuartel general está situado en Walnut Creek, California, que es también la sede de la Pac-12 Conference de la División I de la NCAA.
La CCAA es la conferencia que acumula más triunfos en toda la División II de la NCAA. Hasta este momento han conseguido 153 campeonatos nacionales.

## Miembros

### Miembros actuales
| Logo | Institución                                             | Localización (California) | Fundada | Alumnos | Apodo         | Colores | Año de unión |
| ---- | ------------------------------------------------------- | ------------------------- | ------- | ------- | ------------- | ------- | ------------ |
|      | Universidad Estatal Politécnica de California, Humboldt | Arcata                    | 1913    | 7.902   | Lumberjacks   |         | 2006         |
|      | Universidad Estatal Politécnica de California, Pomona   | Pomona                    | 1938    | 22.156  | Broncos       |         | 1967         |
|      | Universidad Estatal de California, Chico                | Chico                     | 1887    | 16,356  | Wildcats      |         | 1998         |
|      | Universidad Estatal de California, Dominguez Hills      | Carson                    | 1960    | 14.670  | Toros         |         | 1980         |
|      | Universidad Estatal de California, East Bay             | Hayward                   | 1957    | 14.526  | Pioneers      |         | 2009         |
|      | Universidad Estatal de California, Los Ángeles          | Los Ángeles               | 1947    | 21.051  | Golden Eagles |         | 1950; 1974   |
|      | Universidad Estatal de California, Monterey Bay         | Seaside                   | 1994    | 5.173   | Otters        |         | 2004         |
|      | Universidad Estatal de California, San Bernardino       | San Bernardino            | 1965    | 17.066  | Coyotes       |         | 1991         |
|      | Universidad Estatal de California, San Marcos           | San Marcos                | 1989    | 10.610  | Cougars       |         | 2015         |
|      | Universidad Estatal de California, Stanislaus           | Turlock                   | 1957    | 8.917   | Warriors      |         | 1998         |
|      | Universidad Estatal de San Francisco                    | San Francisco             | 1899    | 29.905  | Gators        |         | 1998         |
|      | Universidad Estatal de Sonoma                           | Rohnert Park              | 1960    | 9,120   | Seawolves     |         | 1998         |

- California State–Los Angeles — dejó la CCAA in 1969, y regresó en 1974.

### Antiguos miembros
| Institución                                    | Localización      | Fundada | Apodo       | Año de unión | Año de abandono | Conferencia actual                                  |
| ---------------------------------------------- | ----------------- | ------- | ----------- | ------------ | --------------- | --------------------------------------------------- |
| Universidad Politécnica Estatal de California  | San Luis Obispo   | 1901    | Mustangs    | 1945         | 1994            | Big West (NCAA D-I)                                 |
| Universidad Estatal de California, Bakersfield | Bakersfield       | 1965    | Roadrunners | 1972         | 2007            | Big West (NCAA D-I)                                 |
| Universidad Estatal de California, Fresno      | Fresno            | 1911    | Bulldogs    | 1939         | 1969            | Mountain West (NCAA D-I) (Pac-12 en 2026)           |
| Universidad Estatal de California, Fullerton   | Fullerton         | 1957    | Titans      | 1967         | 1975            | Big West (NCAA D-I)                                 |
| Universidad Estatal de California, Long Beach  | Long Beach        | 1949    | 49ers       | 1956         | 1969            | Big West (NCAA D-I)                                 |
| Universidad Estatal de California, Northridge  | Northridge        | 1958    | Matadors    | 1961         | 1990            | Big West (NCAA D-I)                                 |
| Universidad de California en Davis             | Davis             | 1905    | Aggies      | 1998         | 2004            | Big West (NCAA D-I) (Mountain West en 2026)         |
| Universidad de California en Riverside         | Riverside         | 1954    | Highlanders | 1969         | 2000            | Big West (NCAA D-I)                                 |
| Universidad de California en San Diego         | La Jolla          | 1960    | Tritons     | 2000         | 2020            | Big West (NCAA D-I)                                 |
| Universidad de California en Santa Bárbara     | Santa Barbara     | 1891    | Gauchos     | 1939         | 1969            | Big West (NCAA D-I)                                 |
| Universidad Chapman                            | Orange            | 1861    | Panthers    | 1978         | 1993            | Southern California (NCAA D-III)                    |
| Universidad del Gran Cañón                     | Phoenix (Arizona) | 1949    | Antelopes   | 1994         | 2004            | Western Athletic (NCAA D-I) (Mountain West en 2026) |
| Universidad del Pacífico                       | Stockton          | 1851    | Tigers      | 1946         | 1949            | West Coast (NCAA D-I)                               |
| Universidad Pepperdine                         | Malibú            | 1937    | Waves       | 1945         | 1954            | West Coast (NCAA D-I)                               |
| Universidad Estatal de San Diego               | San Diego         | 1897    | Aztecs      | 1939         | 1969            | Mountain West (NCAA D-I) (Pac-12 en 2026)           |
| Universidad Estatal de San José                | San José          | 1857    | Spartans    | 1939         | 1950            | Mountain West (NCAA D-I)                            |

## Deportes
La CCAA patrocina 6 deportes masculinos y otros 6 femeninos. 
| Deporte        | Masculino | Femenino |
| -------------- | --------- | -------- |
| Béisbol        | Sí        |          |
| Baloncesto     | Sí        | Sí       |
| Campo a través | Sí        | Sí       |
| Golf           | Sí        |          |
| Fútbol         | Sí        | Sí       |
| Sóftbol        |           | Sí       |
| Atletismo      | Sí        | Sí       |
| Voleibol       |           | Sí       |